# Viruj mi, dado
Viruj mi, dado četvrti je studijski album đakovačkog tamburaškog sastava Slavonske Lole, kojeg diskografska kuća Croatia Records objavljuje 1997. godine.

## O albumu
Nakon što su Lole izdale album Crne oči u sastavu je došlo do promjena (otišao je dugogodišnji član Nenad Hardi (bas), a umjesto njega došao je Saša Ivić-Krofna), te se zbog toga na objavljivanje sljedeće izdanja čekalo tri godine. Materijal za album sniman je u Gradištu u studiju "MAK", a ton majstor je bio Branimir Jovanovac (sin poznatog izvođača slavonske glazbe Šime Jovanovca).
Na albumu se nalazi 16 pjesama od kojih se najviše izdvaja naslovna "Viruj mi dado". Album je također zabilježio veliki komercijalni uspjeh te se prodao u tiraži koja bi danas imala zlatnu nakladu. Nakon što je album objavljen, Lole odlaze na turneju po Australiji i Kanadi, a po povratku rade niz koncerata po Slavoniji pod nazivom "Šokačka posla".

## Popis pjesama
| Br. | Skladba                                  | Autor                                                    | Trajanje |
| --- | ---------------------------------------- | -------------------------------------------------------- | -------- |
| 1.  | »Viruj mi dado«                          | Ivica Grujo Ićo/Josip Mikić                              |          |
| 2.  | »Tu je moja Slavonija«                   | Drago Pecek/Mario Zbiljski                               |          |
| 3.  | »Moj bagreme«                            | Ivica Grujo Ićo                                          |          |
| 4.  | »Ej Kato moje zlato«                     | Krešimir Bogutovac Stipa/Mario Zbiljski                  |          |
| 5.  | »Mjeseče bekrijo«                        | Goran Živković/Mario Zbiljski                            |          |
| 6.  | »Zoro plava«                             | Darko Ergotić/Josip Mikić/Mario Zbiljski                 |          |
| 7.  | »Nije zora«                              | Franjo Ivić/Mario Zbiljski                               |          |
| 8.  | »Bunjevačko kolo« (narodna)              |                                                          |          |
| 9.  | »Mojoj Kati«                             | Branimir Jovanovac                                       |          |
| 10. | »Ej, da je kao nekad«                    | Ivica Grujo Ićo                                          |          |
| 11. | »Poleti pjesmo moja«                     | Franjo Ivić/Mario Zbiljski                               |          |
| 12. | »Oko moje neposlušni gade«               | Veljko Valentin Škorvaga/Iva Rus Jermović/Mario Zbiljski |          |
| 13. | »Kad su stari svinje žirovali« (narodna) |                                                          |          |
| 14. | »Kajo, moja Kajo« (narodna)              |                                                          |          |
| 15. | »Vesela je Šokadija« (narodna)           |                                                          |          |
| 16. | »Bećarac« (narodna)                      |                                                          |          |

## Izvođači
- Darko Ergotić - vokal, prim
- Ivica Grujo Ićo - basprim
- Goran Živković - harmonika
- Marko Živković - kontra
- Saša Ivić Krofna - bas

## Vanjske poveznice
- Službene stranice sastava  Arhivirana inačica izvorne stranice od 18. veljače 2010. (Wayback Machine) - Diskografija
- Diskografija.com - Viruj mi, dado